# Defri Rizky
Defri Rizky (sinh ngày 10 tháng 12 năm 1988) là một cầu thủ bóng đá người Indonesia hiện tại thi đấu ở vị trí tiền vệ hay a tiền đạo cho Persiraja Banda Aceh. Trước đây, anh từng thi đấu cho Persija Jakarta, Semen Padang, Mitra Kukar và PSPS Pekanbaru. Anh sinh ra ở Takengon.

## Sự nghiệp
Trước đây anh thi đấu cho Persiraja Banda Aceh. Ngày 5 tháng 1 năm 2013, anh ký hợp đồng với Persija Jakarta. Ngày 12 tháng 11 năm 2014, anh quyết định ký với Barito Putera nhưng sau đó lại quyết định ký hợp đồng với Mitra Kukar. Vào tháng 2 năm 2016, anh đầu quân cho Semen Padang FC. Năm 2018, anh trở lại câu lạc bộ cũ Persiraja Banda Aceh để thi đấu ở Liga 2.